# Waleed Al Hayam
Waleed Al Hayam (Al Muharraq, Baréin; 3 de febrero de 1991) es un futbolista de Baréin que juega en las posiciones de defensa y centrocampista con el Muharraq Club de la Liga Premier de Baréin.

## Carrera

### Club
Ha jugado desde 2009 con el Muharraq Club, con más de 100 apariciones, varios títulos nacionales y la Copa AFC 2021.

### Selección nacional
Debutó con Baréin en 2010. Ha disputado más de 80 partidos internacionales, incluyendo tres apariciones en la Copa Asiática.

## Logros

### Club
- Liga Premier de Baréin (3): 2010–11, 2014–15, 2017–18
- Copa del Rey de Baréin (6): 2009, 2011, 2012, 2013, 2015–16, 2019–20
- Copa FA de Baréin (4): 2009, 2020, 2021, 2022
- Copa Príncipe de la Corona de Baréin (1): 2009
- Supercopa de Baréin (2): 2013, 2018
- Copa AFC (1): 2021
- Copa de Clubes Campeones del Golfo (1): 2012

### Selección nacional
- Copa de Naciones Árabe (1): 2019
- Campeonato de la WAFF (1): 2019